# Buchenahalli, Koratagere
Buchenahalli là một làng thuộc tehsil Koratagere, huyện Tumkur, bang Karnataka, Ấn Độ.